# Русско-Тимкинское сельское поселение
Русско-Тимкинское сельское поселение — муниципальное образование в составе Уржумского района Кировской области России, существовавшее в 2006 - 2012 годах.
Центр — деревня Русское Тимкино.

## История
Русско-Тимкинское сельское поселение образовано 1 января 2006 года согласно Закону Кировской области от 07.12.2004 № 284-ЗО.
28 апреля 2012 года в соответствии с Законом Кировской области № 141-ЗО поселение включено в состав Уржумского сельского поселения.

## Состав
В поселение входили 4 населённых места:
- деревня Русское Тимкино
- деревня Варино
- село Козьмодемьянское
- деревня Шорино